# Antonio Puigvert Gorro
Antonio Puigvert Gorro (Santa Coloma de Gramanet, Barcelona 1905 - Barcelona 1990) fue un médico urólogo español. 

## Biografía
Su padre era un médico de Serós (Lérida). Estudia medicina en la Universidad de Barcelona el 1928, donde fue discípulo de Manuel Serés i Ibars, y en 1933 ingresa en el Servicio de Urología del Hospital de la Santa Cruz y San Pablo, el que pasa a dirigir a partir de 1951. En 1943 funda un Instituto de Urología con una escuela de especialización urológica que posteriormente se convierte en la Fundación Puigvert. Realizó importantes aportes a la urología, e inventó numerosos instrumentos quirúrgicos como la sonda de Béniqué, la báscula para la cirurgía prostatoperineal, la jeringa para la pielografía de 20 ml a propulsión a rosca y ajustes especiales para las sondas de uréter (conocida como sonda tutor de Puigvert), la pinza de manijas desiguales, el separador doble y la pinza de disección y sutura.
En 1971 fue designado catedrático de Urología de la Universidad Autónoma de Barcelona. A pesar de mantener buenas relaciones con el régimen  franquista en las elecciones al Parlamento de Cataluña de 1980 fue elegido diputado por la Esquerra Republicana de Catalunya (Izquierda Republicana de Cataluña). En 1986 recibe el Premio Cruz de San Jorge de la Generalidad de Cataluña, y también recibió la Medalla de Oro del Ayuntamiento de Barcelona, la cruz de caballero de la Legión de Honor (Francia), las grandes cruces de las Órdenes de Mayo y del Libertador (Argentina), y la gran cruz de la Orden de Isabel la Católica y la gran cruz de la Orden de Alfonso X el Sabio.

## Obras
- Atlas de Urología (1933 i 1986)
- Endoscopia urinaria (1942), premio Rubio de la Academia Nacional de Medicina
- Tratado de urología clínica (1944)
- Tuberculosis urinaria y genital masculina (1958)
- Tratado de operatoria urológica (1981)
- Semiología medular del riñón. Estudio clínico y radiográfico (1981)